# Saint-Germain-sous-Cailly
Saint-Germain-sous-Cailly – miejscowość i gmina we Francji, w regionie Normandia, w departamencie Sekwana Nadmorska.
Według danych na rok 1990 gminę zamieszkiwało 141 osób, a gęstość zaludnienia wynosiła 35 osób/km² (wśród 1421 gmin Górnej Normandii Saint-Germain-sous-Cailly plasuje się na 758. miejscu pod względem liczby ludności, natomiast pod względem powierzchni na miejscu 768.).